# Martin Braithwaite
Martin Braithwaite (ur. 5 czerwca 1991 w Esbjergu) – duński piłkarz występujący na pozycji napastnika w  brazylijskim klubie Grêmio  oraz reprezentant Danii. Półfinalista Mistrzostw Europy 2020. Uczestnik Mistrzostw Świata 2018 i 2022.

## Kariera klubowa
Martin Braithwaite karierę piłkarską rozpoczął w zespołach juniorskich Esbjerg fB. Kontrakt juniorski podpisał na okres trzech lat w 2007 roku. Wcześniej był testowany w Reggina Calcio i Newcastle United. W drużynie seniorskiej Esbjerg fB zadebiutował w 2009 roku, w którym występował do 2013 roku. W tym okresie w Esbjerg fB rozegrał 63 mecze i strzelił 12 goli w rozgrywkach ligi duńskiej, w 2013 roku zdobył z drużyną Puchar Danii.
Dnia 14 sierpnia 2013 roku podczas meczu towarzyskiego z reprezentacją Polski reporter Danmarks Radio poinformował, że Braithwaite został sprzedany za 15 mln koron duńskich (2 mln euro) do Toulouse FC. Na początku sezonu 2017/2018 trener Garry Monk ściągnął zawodnika do Middlesbrough F.C. za kwotę 11,300 mln euro na okres dwóch lat. W połowie sezonu 2017/2018 Middlesbrough F.C. zdecydowało się wypożyczyć Martina Braithwaite do Girondins Bordeaux, grającego w Ligue 1. Po rundzie rewanżowej zawodnik wrócił do angielskiego klubu i sezon 2018/2019 rozpoczął w Championship. Następnie 3 stycznia 2019 roku Braithwaite został wypożyczony do zespołu CD Leganés. Zawodnik zadebiutował w barwach nowego klubu w przegranym 3:0 spotkaniu Pucharu Króla przeciwko Realowi Madryt. Natomiast debiutancką bramkę strzelił w meczu rewanżowym Pucharu Króla przeciwko Realowi Madryt wygranym przez jego zespół 1:0. Premierową bramkę w lidze hiszpańskiej zdobył w spotkaniu z FC Barceloną przegranym przez jego drużynę 3:1.
20 lutego 2020 r. został piłkarzem FC Barcelony, koszt transferu wyniósł 18 mln euro, a jego okoliczności były dość niecodzienne. W sezonie 2020/21 Martin wystąpił w 42 spotkaniach dla Dumy Katalonii, w których strzelił 7 goli.
1 września 2022 r. Braithwaite rozwiązał kontrakt z FC Barceloną ze skutkiem natychmiastowym. Tego samego dnia podpisuje kontrakt z RCD Espanyol.4 września strzelił gola w swoim debiucie w wygranym 1:0 wyjazdowym meczu z Athletic Bilbao. W sezonie 2023–24, został królem strzelców Segunda División strzelając 22 gole. 
22 lipca 2024 r. Grêmio osiągnął porozumienie w sprawie podpisania kontraktu z duńskim środkowym napastnikiem. 

### Reprezentacja Danii
Martin Braithwaite rozegrał ponad 20 meczów w juniorskich reprezentacjach Danii. Latem 2012 roku Braithwaite otrzymał propozycję gry w reprezentacji Gujany, jednak on wybrał grę dla Danii. Martin Braithwaite w zadebiutował dnia 5 czerwca 2013 roku w dniu swoich 22. urodzin w Aalborgu w wygranym 2:1 meczu towarzyskim z reprezentacją Gruzji. Pierwszego gola dla swojej reprezentacji strzelił dnia 14 sierpnia 2013 roku na PGE Arena Gdańsk w meczu towarzyskim z reprezentacją Polski przy stanie 2:1 dla Duńczyków, który ostatecznie duńska drużyna przegrała 2:3.

### Statystyki kariery klubowej
Stan na 23 lipca 2024
| Klub                      | Sezon              | Liga               | Liga  | Liga | Puchar kraju | Puchar kraju | Puchar ligi | Puchar ligi | Kontynentalne | Kontynentalne | Inne  | Inne | Suma  | Suma |
| Klub                      | Sezon              | Liga               | Mecze | Gole | Mecze        | Gole         | Mecze       | Gole        | Mecze         | Gole          | Mecze | Gole | Mecze | Gole |
| ------------------------- | ------------------ | ------------------ | ----- | ---- | ------------ | ------------ | ----------- | ----------- | ------------- | ------------- | ----- | ---- | ----- | ---- |
| Esbjerg fB                | 2009/10            | Superligaen        | 10    | 0    | 0            | 0            | –           | –           | –             | –             | –     | –    | 10    | 0    |
| Esbjerg fB                | 2009/10            | Superligaen        | 16    | 0    | 2            | 0            | –           | –           | –             | –             | –     | –    | 18    | 0    |
| Esbjerg fB                | 2011/12            | 1. Division        | 26    | 5    | 1            | 0            | –           | –           | –             | –             | –     | –    | 27    | 5    |
| Esbjerg fB                | 2012/13            | Superligaen        | 33    | 9    | 5            | 2            | –           | –           | –             | –             | –     | –    | 38    | 11   |
| Esbjerg fB                | 2013/14            | Superligaen        | 4     | 3    | 0            | 0            | –           | –           | –             | –             | –     | –    | 4     | 3    |
| Esbjerg fB                | Ogólnie            | Ogólnie            | 89    | 17   | 8            | 2            | –           | –           | –             | –             | –     | –    | 97    | 19   |
| Toulouse FC               | 2013/14            | Ligue 1            | 32    | 7    | 2            | 1            | 2           | 0           | –             | –             | –     | –    | 36    | 8    |
| Toulouse FC               | 2014/15            | Ligue 1            | 34    | 6    | 1            | 0            | 1           | 0           | –             | –             | –     | –    | 36    | 6    |
| Toulouse FC               | 2015/16            | Ligue 1            | 36    | 11   | 2            | 2            | 3           | 1           | –             | –             | –     | –    | 40    | 13   |
| Toulouse FC               | 2016/17            | Ligue 1            | 34    | 11   | 1            | 0            | 1           | 1           | –             | –             | –     | –    | 36    | 12   |
| Toulouse FC               | Ogólnie            | Ogólnie            | 136   | 35   | 7            | 3            | 7           | 2           | –             | –             | –     | –    | 148   | 39   |
| Middlesbrough F.C.        | 2017/18            | EFL Championship   | 19    | 5    | 2            | 1            | 0           | 0           | –             | –             | –     | –    | 21    | 6    |
| Middlesbrough F.C.        | 2018/19            | EFL Championship   | 17    | 3    | 0            | 0            | 2           | 0           | –             | –             | –     | –    | 19    | 3    |
| Middlesbrough F.C.        | Ogólnie            | Ogólnie            | 36    | 8    | 2            | 1            | 2           | 0           | –             | –             | –     | –    | 40    | 9    |
| Girondins Bordeaux (wyp.) | 2017/18            | Ligue 1            | 14    | 4    | 0            | 0            | 0           | 0           | –             | –             | –     | –    | 14    | 4    |
| CD Leganés                | 2018/19            | Primera División   | 19    | 4    | 2            | 1            | –           | –           | –             | –             | –     | –    | 21    | 5    |
| CD Leganés                | 2019/20            | Primera División   | 24    | 6    | 3            | 2            | –           | –           | –             | –             | –     | –    | 21    | 5    |
| CD Leganés                | Ogólnie            | Ogólnie            | 43    | 10   | 5            | 3            | –           | –           | –             | –             | –     | –    | 48    | 3    |
| FC Barcelona              | 2019/20            | Primera División   | 11    | 1    | 0            | 0            | –           | –           | –             | –             | –     | –    | 11    | 1    |
| FC Barcelona              | 2020/21            | Primera División   | 29    | 2    | 5            | 2            | –           | –           | 6             | 3             | 2     | 0    | 42    | 7    |
| FC Barcelona              | 2021/22            | Primera División   | 4     | 2    | 1            | 0            | –           | –           | 0             | 0             | 0     | 0    | 5     | 2    |
| FC Barcelona              | Ogólnie            | Ogólnie            | 44    | 5    | 6            | 2            | –           | –           | 6             | 3             | 2     | 0    | 58    | 10   |
| Espanyol                  | 2022/23            | Primera División   | 31    | 10   | 2            | 0            | –           | –           | –             | –             | –     | –    | 33    | 10   |
| Espanyol                  | 2023/24            | Segunda División   | 39    | 22   | 2            | 0            | –           | –           | –             | –             | –     | –    | 41    | 22   |
| Ogólnie w karierze        | Ogólnie w karierze | Ogólnie w karierze | 431   | 111  | 32           | 11           | 9           | 2           | 6             | 3             | 2     | 0    | 480   | 127  |

### Mecze i gole w reprezentacji
| Mecze i gole w reprezentacji | Mecze i gole w reprezentacji | Mecze i gole w reprezentacji | Mecze i gole w reprezentacji | Mecze i gole w reprezentacji | Mecze i gole w reprezentacji | Mecze i gole w reprezentacji |
| #                            | Data                         | Miasto                       | Przeciwnik                   | Gol                          | Wynik                        | Rozgrywki                    |
| ---------------------------- | ---------------------------- | ---------------------------- | ---------------------------- | ---------------------------- | ---------------------------- | ---------------------------- |
| 1.                           | 5 czerwca 2013               | Aalborg                      | Gruzja                       |                              | 2:1                          | Towarzyski                   |
| 2.                           | 14 sierpnia 2013             | Gdańsk                       | Polska                       | Gol                          | 2:3                          | Towarzyski                   |
| 3.                           | 6 września 2013              | Ta’ Qali                     | Malta                        |                              | 2:1                          | elim. MŚ 2014                |
| 4.                           | 10 września 2013             | Erywań                       | Armenia                      |                              | 1:0                          | elim. MŚ 2014                |
| 5.                           | 11 października 2013         | Kopenhaga                    | Włochy                       |                              | 2:2                          | elim. MŚ 2014                |
| 6.                           | 22 maja 2014                 | Debreczyn                    | Węgry                        |                              | 2:2                          | Towarzyski                   |
| 7.                           | 28 maja 2014                 | Kopenhaga                    | Szwecja                      |                              | 1:0                          | Towarzyski                   |
| 8.                           | 25 marca 2015                | Aarhus                       | Stany Zjednoczone            |                              | 3:2                          | Towarzyski                   |
| 9.                           | 7 września 2015              | Erywań                       | Armenia                      |                              | 0:0                          | elim. ME 2016                |
| 10.                          | 8 października 2015          | Braga                        | Portugalia                   |                              | 0:1                          | elim. ME 2016                |
| 11.                          | 11 października 2015         | Kopenhaga                    | Francja                      |                              | 1:2                          | Towarzyski                   |
| 12.                          | 14 listopada 2015            | Sztokholm                    | Szwecja                      |                              | 1:2                          | elim. ME 2016                |

## Sukcesy

### Esbjerg fB
- 1. division: 2011/2012
- Puchar Danii: 2012/2013

### FC Barcelona
- Puchar Króla: 2020/2021